# Привокзальный рынок (Львов)
Привокза́льный ры́нок — продуктово-вещевой рынок во Львове (Украина). Находится в квартале смешанной застройки, ограниченном улицами Городоцкой, Сокальской, Федьковича и Аллы Горской. Часть торговых рядов размещена на площади Лыпневой на месте, где ранее размещалась автостанция. Рынок частично занимает территорию ликвидированного польскими властями в 1930-е годы Городоцкого кладбища. В советский период рынок был колхозным. Название получил по местоположению, он расположен вблизи Пригородного вокзала.
На 2002 год рынок «Привокзальный» занимал 1,7 га, ожидался ввод торгового комплекса со 10670 м² торговой площади.
В первом полугодии 2007 года Привокзальный рынок был третьим после Краковского и Южного рынков по величине сданного в городской бюджет рыночного сбора.